# Antoni Egea
Antoni Egea (Alicante; 1938 - Vallgorguina; julio de 1977) fue un artista español.

## Biografía
Inició su trayectoria como artista fuertemente influenciado por el arte povera. Una de sus principales obras destacadas fue recoger un sobre de máquina de coser de un descamptar y hacer un tríptico que se expuso en la Fundación Rodríguez Acosta, de Granada. Tras ello acceder al conocimiento formal y se incorporó a la Escuela de Artes y Oficios de Barcelona. En ese período realizó varios dibujos con ceras, arenas y otros tipos de arcillas o incluso chatarras, incorporando otros materiales de desecho encontrados en la calle.
Se relacionó con el espacio donde exponía y con las galerías de arte. Por ejemplo, creó una escultura en la plaza situada frente a la Galería Aquitania de Sitges, donde tenía una exposición. También creó una obra que trabó con una cadena a la Galería Gaspar mientras había una exposición de Joan Miró en el interior. Tras este periodo entró en contacto con el cemento, material con el que realizaría una gran parte de sus obras posteriores. Hacía obras y las dejaba en la calle, cerca de emplazamientos artísticos como Artexpo (1976), con un mensaje que decía: «Si alguien quiere que las tome, sino que las respete».
Estas obras fueron destruidas. Más adelante comenzó a hacer lo que él mismo denominó composiciones de una descomposición, un proceso donde destruyó sus propias obras de arte para rejuntar - después, creando obras del rechazo de las obras previas, persiguiendo la idea de ocultar la obra original.
De esta época destaca un gran mural que realizó en Vallgorguina, de 10x2 metros, que fue su última obra.
Murió al día siguiente de finalizar en un accidente en automóvil.
En aquella época estaba preparando su primera exposición individual en el Espacio 10 de la Fundació Joan Miró, que se celebró a título póstumo.

## Exposiciones
- 1972 - Fundació Rodríguez Acosta, Granada[1]
- 1972 - Sala Aquitània, Barcelona
- 197X - Galería Fort, Tarragona
- 19tx - Galería Municipal, Girona
- 197X - Sala d'Art A cop d'ull, Lleida
- 1976 - Galería Matisse, Barcelona[2]
- 197X - Barra de Ferro, Barcelona
- 197X - Caja de Ahorros Municipal, Pamplona
- 1976 - Primera Antologia Catalana de l'Art i l'Objecte, Espai 10, Fundació Joan Miró (11/07/1978-23/07/1978)